# Клех, Игорь Юрьевич
Игорь Клех — современный русский писатель (прозаик и эссеист) смешанного русско-украино-польско-литовского происхождения.

## Биография
Игорь Клех родился 13 декабря 1952 года в Украине, городе Херсон в семье инженера-строителя. Окончил школу в Ивано-Франковске, на западе Украины, в 1975 году закончил обучение на отделении русской филологии во Львовском университете. В течение 17 лет работал реставратором витражей во Львове. Первая публикация вышла в 1989 году (журнал «Родник», 1989, № 8) . С 1994 года живёт и работает в Москве. Член Союза российских писателей (1991), Русского ПЕН-центра (1996).

## Творчество
Кроме многочисленных журнальных публикаций Игорь Клех опубликовал книги прозы и эссеистики:

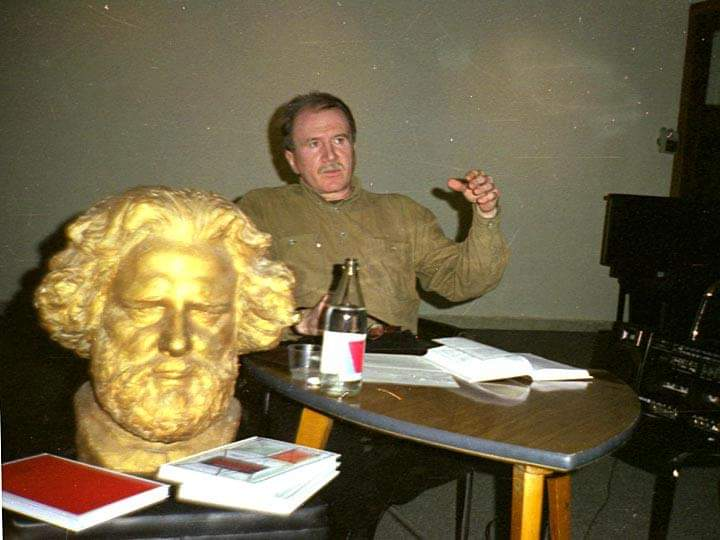
Презентация книги Игоря Клеха «Инцидент с классиком» в Крымском клубе, 31.03.1999.

- Клех И. Ю. Инцидент с классиком. М.: Новое литературное обозрение, 1998. — Библиотека журнала «Соло». — 256 с. ISBN 5-86793-042-4
- Клех И. Ю. Книга с множеством окон и дверей. — М.: Аграф, 2002. — 464 с. ISBN 5-7784-0181-7
- Клех И. Ю. Охота на фазана. М.: МК-Периодика, 2002. — 344 с. ISBN 5-94669-018-3
- Клех И. Ю. Светопреставление. Серия: Мастер-класс. Авторский сборник. М.: ОЛМА-ПРЕСС Звездный мир, 2004. — 544 с. ISBN 5-94850-423-9
- Клех И. Ю. Книга Еды. М.: Анаграмма, 2007. — 136 с. ISBN 978-5-903646-01-2
- Клех И. Ю. Миграции. М.: Новое литературное обозрение, 2009. — 426 с. ISBN 978-5-8679-686-0
- Клех И. Ю. Хроники 1999 года. — М.: «Новое литературное обозрение», 2010. — 168 с. — 1000 экз. — ISBN 978-5-86793-743-0.
- Клех И. Ю. Шкура литературы. М.: РИПОЛ классик, 2016. — 368 с. ISBN 978-5-386-08981-8
- Клех И. Ю. Как писались великие романы? М.: Вече, 2019. — 448 с. ISBN 978-5-4484-0846-5

За писателем утвердилась репутация мыслящего стилиста, сознательно отвергающего стандартные формы и банальные темы, в своих произведениях И. Клех опускает ненужное и малоинтересное для себя. Из внешне простых и обычных вещей он выстраивает сложные метафоры. Нелинейная проза Игоря Клеха — важное явление русской литературы последних лет.
Его повести неоднократно номинировались на литературные премии и входили в лонг-листы Русского Букера, Антибукера, Нацбеста, Большой книги. В 2010 году в длинные списки премий «Большая книга» и «Русский Букер» вошла книга Игоря Клеха «Хроники 1999 года», выпущенная издательством «Новое литературное обозрение».
Произведения И. Клеха переведены на английский, немецкий, польский, венгерский, финский, литовский, французский, румынский и украинский языки.
За рубежом вышли книги:
- Igor Klekh «A Land the Size of Binoculars». Ivanstone, Illinois: Northwestern University Press, 2004. — 218 p.

ISBN 0-8101-1942-0 (cloth), ISBN 0-8101-1943-9 (paper)
- Igor Klech «Das Buch vom Essen». Berlin: fotoTAPETA, 2011. — 166 s. ISBN 978-3-940524-12-6 (Übersetzung ins Deutsche von T. Hofmann)
- Igor Klekh «Adventures in the Slavic Kitchen». London: Glagoslav Publications, 2016. — 180 p. ISBN 978-1-78437-996-4

Как редактор-составитель Клех выпустил десятки книг серии «Современная библиотека для чтения» (МК-Периодика, 2002—2003) и серии «Запасный выход» (Emergency Exit, 2004—2005) и издал дневники художника С. Шерстюка «Украденная книга» (Олимп, 2001). Написал также предисловия в жанре эссе к серии «100 великих романов» (Вече, 2016—2019), перевел на русский язык с польского произведения Б. Шульца (первая публикация в СССР, 1989) и С. Лема (АСТ, 2017—2018), публиковал литературно-критические статьи в «толстых» журналах и путевые очерки по ближнему и дальнему зарубежью в журнале «Гео», рецензировал книжные новинки в «Неделе» и «Вашем досуге» (под псевдонимом И. Лукьянов) и вел кулинарную колонку в «Неделе» и «Огоньке», откуда тексты вскоре вошли в состав литературно-кулинарно-философской «Книги Еды», вышедшей В РФ и переведенной на два языка.

## Премии
- 1993, Пушкинская премия фонда А. Тёпфера (стипендиальное путешествие по Германии);
- 1995, Премия Берлинской академии искусств (фестиваль искусств Берлин-Москва);
- 2000, Премия имени Юрия Казакова за лучший русский рассказ года (рассказ «Псы Полесья», сборник «Охота на фазана») и премия журнала «Октябрь»;
- 2001, творческая стипендия журнала «du» (Цюрих).